# Jill Henneberg
Jill Henneberg (née le 22 septembre 1974) est un cavalière américaine de concours complet.

## Carrière
Elle remporte la médaille d'argent par équipe aux Jeux olympiques d'été de 1996 avec Karen O'Connor, David O'Connor et Bruce Davidson.

## Source, notes et références
- (en) Cet article est partiellement ou en totalité issu de l’article de Wikipédia en anglais intitulé « Jill Henneberg » (voir la liste des auteurs).